# Sainte-Opportune-du-Bosc
Sainte-Opportune-du-Bosc is een gemeente in het Franse departement Eure (regio Normandië) en telt 334 inwoners (1999). De plaats maakt deel uit van het arrondissement Bernay.

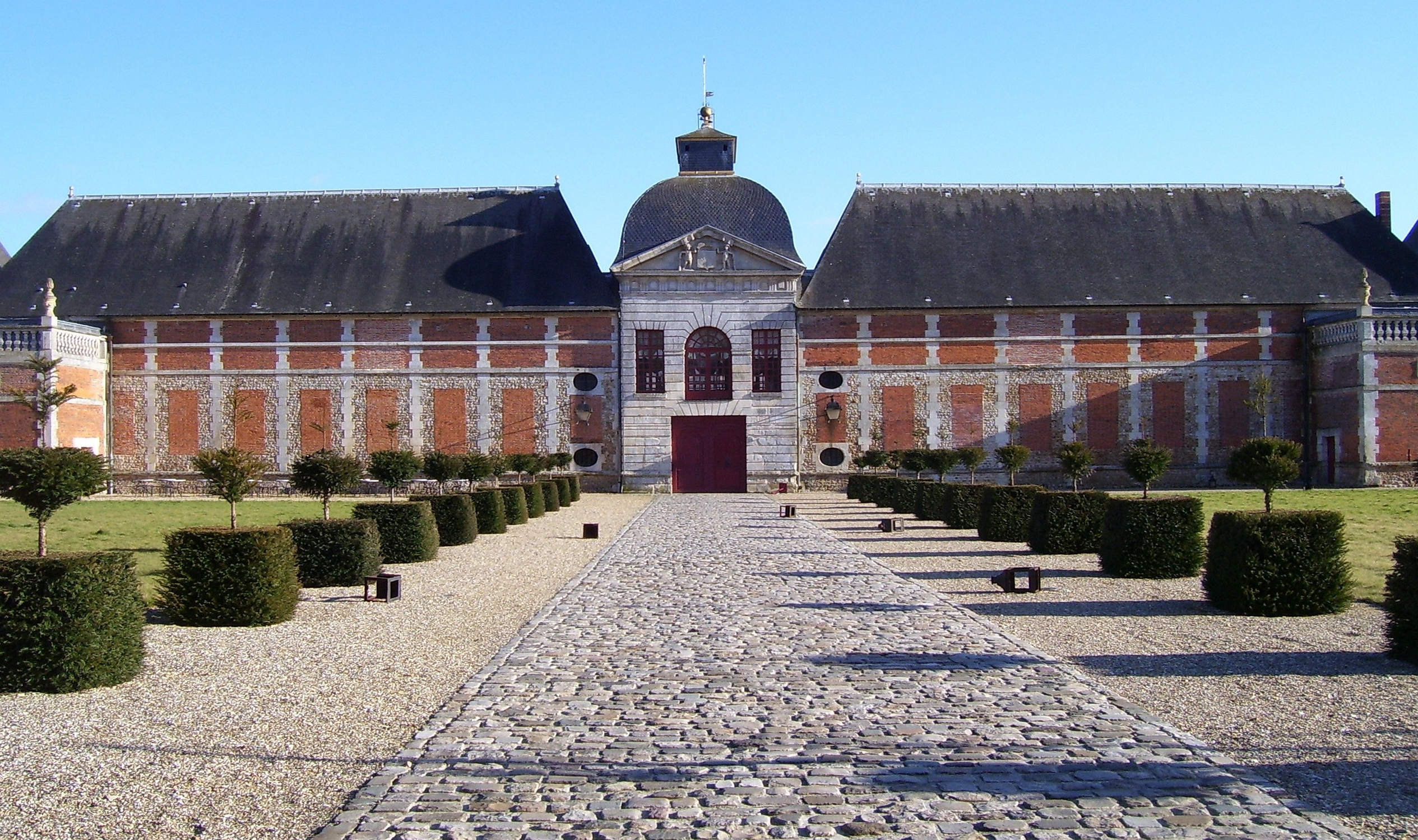
Château du Champ-de-Bataille
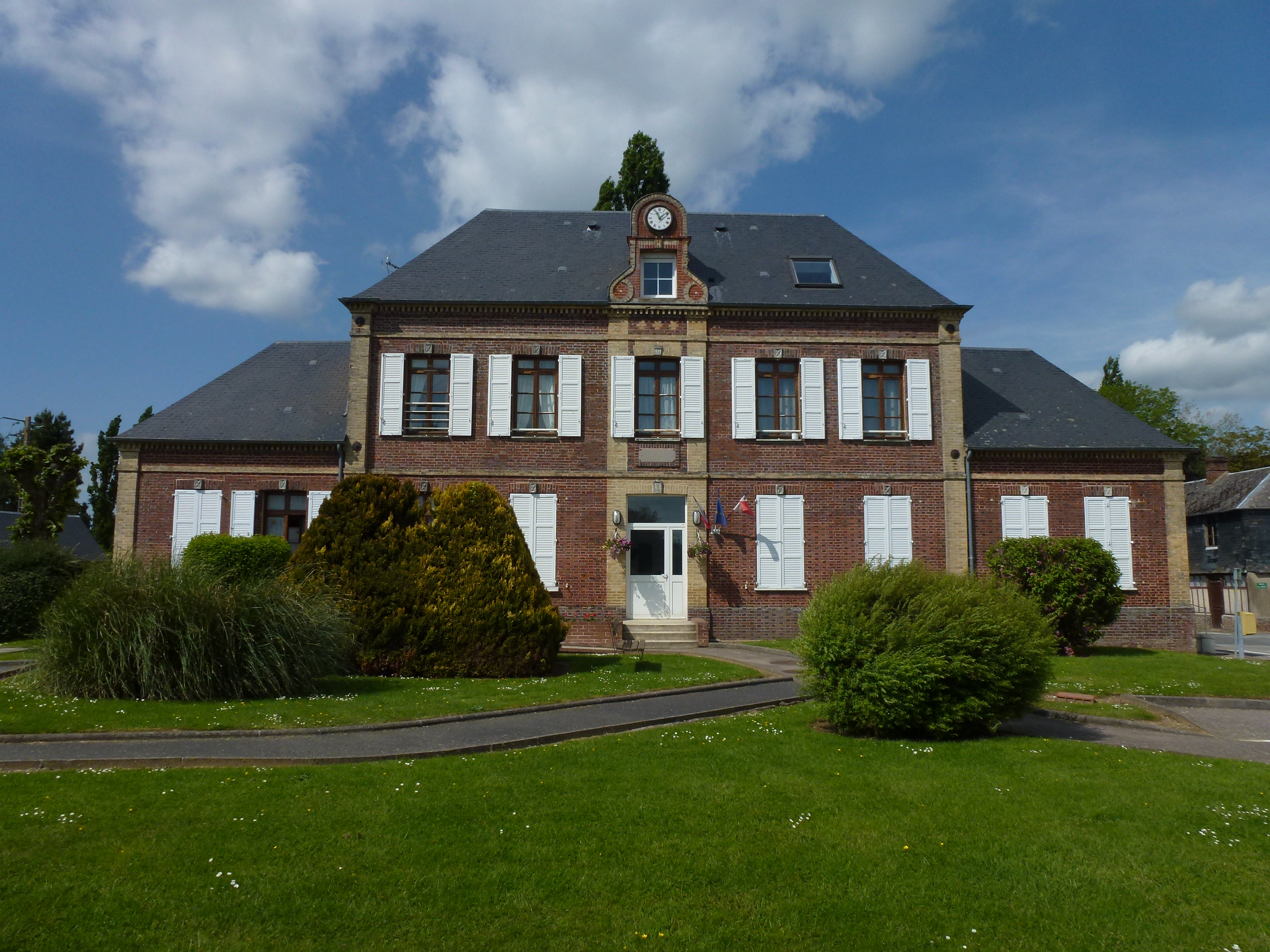
Gemeentehuis

## Geografie
De oppervlakte van Sainte-Opportune-du-Bosc bedraagt 8,2 km², de bevolkingsdichtheid is 40,7 inwoners per km².
De onderstaande kaart toont de ligging van Sainte-Opportune-du-Bosc met de belangrijkste infrastructuur en aangrenzende gemeenten.

## Demografie
Onderstaande figuur toont het verloop van het inwonertal (bron: INSEE-tellingen).

1. ↑  Populations de référence 2022.